# Статично визначувана система

Балка на двох опорах, навантажена зосередженою силою P як приклад статично визначуваної системи

Стати́чно визна́чувана систе́ма або стати́чно визна́чна систе́ма (англ. statically determinate system, isostatic system) — така статична (геометрично незмінна) система, для якої зусилля у всіх її елементах можуть бути визначені із застосуванням виключно рівнянь рівноваги (тобто кількість невідомих компонентів силових факторів дорівнює кількості незалежних рівнянь рівноваги). 
Якщо визначити зусилля у всіх елементах системи з рівнянь рівноваги не можна, то така система називається статично невизначуваною системою. У статично невизначуваній системі кількість невідомих є більшою від числа незалежних (значущих) рівнянь рівноваги.
Статично визначувана система має лише ті в'язі, які є необхідними для забезпечення її геометричної незмінності.

## Принципи розрахунку
Для розрахунку усіх статично визначуваних систем достатньо записати та розв'язати рівняння рівноваги: Для плоских задач можна записати три умови рівноваги. Сума усіх горизонтальних сил, усіх вертикальних сил та усіх моментів сил, прикладених до об'єкту розрахунку повинна дорівнювати нулю. Σ X=0, Σ Y=0, Σ M=0.
Для просторових задач є шість умов рівноваги. Σ X=0, Σ Y=0, Σ Z=0, Σ Mx=0, Σ My=0, Σ Mz=0.
Вважають, що осідання опор, температурні впливи й неточності складання у статично визначуваних системах не впливають на розподіл і величину зусиль.
Неважко впевнитися, що у статично визначуваних системах:
- сили в елементах конструкції залежать лише від системи зовнішніх сил і геометрії системи та не залежать від матеріалу стержнів та їх поперечного перерізу;
- деформації в елементах системи можуть відбуватись незалежно одна від одної;
- стержні, за певних допустимих похибок по довжині при їх виготовленні, можуть з'єднуватися без натягів (тобто без появи монтажних напружень).

## Приклади простих статично визначуваних систем

### Консольна балка
Консольна балка або консоль (англ. cantilever) — балка, яка утримується в статичному положенні за допомогою лише однієї опори — жорсткого затиснення (защемлення) або частина балки іншого типу, що звисає за опори. Консольні балки завжди є статично визначуваними.

## Балка на двох опорах
Балка на двох опорах — балка, яка утримується в статичному положенні за допомогою двох шарнірних опор, одна з яких є шарнірно-рухомою, а друга — шарнірно-нерухомою.
Така балка у будівельній механіці належить до однопрогінних систем і є статично визначуваною.